# Prêmio Beniamino Gigli
O Prêmio Beniamino Gigli ou Beniamino Gigli Palkinto é um prêmio musical finlandes patrocinado pelo Clube Finlandês Beniamino Gigli, e serve para premiar os artistas musicais que realizam pesquisas e estudos musicais sobre Beniamino Gigli. O Clube Finlandês Beniamino Gigli, afiliado à Ópera Nacional Finlandesa, instituiu o prêmio em 1993 e o vencedor é escolhido pelo conselho de administração da companhia. 
O prêmio foi desenhado pela empresa das Marcas Roberta Arti Grafiche e retrata Beniamino Gigli e alguns cantos tradicionais de Recanati.
A atribuição do prémio visa homenagear a arte operística do grande tenor italiano, cantando, actuando ou de qualquer outra maneira, para manter viva a sua memória; a otorga geralmente ocorre em conjunto com um concerto em memória do próprio Beniamino Gigli.

## Premiados
| Ano  | Vencedor                                    | Categoria          |
| ---- | ------------------------------------------- | ------------------ |
| 1993 | Raimo Sirkiä                                | Tenor              |
| 1994 | Peter Lindroos                              | Tenor              |
| 1995 | Raili Viljakainen                           | Soprano            |
| 1996 | Pietro Ballo                                | Tenor              |
| 1997 | Riitta-Liisa Kyykkä                         | Pianista           |
| 1998 | Roberto Bencivenga                          | Tenor              |
| 1999 | Rossella Redoglia                           | Soprano            |
| 2000 | Fabio Armiliato                             | Tenor              |
| 2001 | Stefano Secco                               | Tenor              |
| 2002 | Hannu Jurmu                                 | Tenor              |
| 2003 | Salvatore Fisichella                        | Tenor              |
| 2004 | Gabriella Colecchia                         | Mezzosoprano       |
| 2005 | Giorgio Casciarri                           | Tenor              |
| 2006 | Simona Baldolini                            | Soprano            |
| 2007 | Francisco Casanova                          | Tenore             |
| 2008 | Andrea Cesare Coronella (alias Cesare Dina) | Tenor              |
| 2010 | Maurizio Graziani                           | Tenor              |
| 2011 | Roberto De Biasio                           | Tenor              |
| 2012 | Domenico Menini                             | Tenor              |
| 2013 | Ivanna Speranza                             | Soprano            |
| 2014 | Andrea Carè                                 | Tenor              |
| 2015 | Mika Kares                                  | Baixo              |
| 2015 | Liisa Pimiä                                 | Pianista           |
| 2016 | Mario Leonardi                              | Tenor              |
| 2016 | Torsten Brander                             | influencer musical |
| 2017 | Camilla Nylund                              | Soprano            |
| 2018 | Gilda Fiume                                 | Soprano            |